# U 110 (Kriegsmarine)

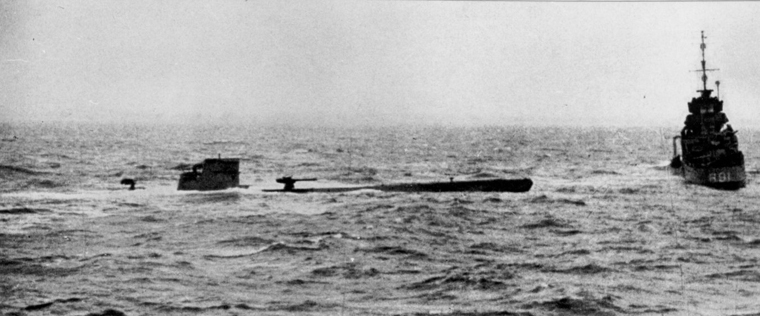
De U 110 ligt beschadigd aan de oppervlakte, vlak bij de Britse torpedobootjager HMS Bulldog (H 91)

De U 110 was een U-boot van het Type IXB van de Duitse Kriegsmarine tijdens de Tweede Wereldoorlog. Hij werd op 9 mei 1941 gedwongen om beschadigd boven water te komen nadat hij bestookt was met dieptebommen door de Britse torpedobootjagers HMS Bulldog en HMS Broadway en het korvet HMS Aubretia. In de boot bevonden zich een aantal geheime codeboeken en een Enigma codeermachine. Kapitein-luitenant-ter-zee Fritz-Julius Lemp zou getracht hebben om de boeken en de Enigmamachine te vernielen, maar werd volgens een Duitse ooggetuige beschoten terwijl hij naar de U 110 terug zwom. De U 110 werd in het geheim gekaapt door de Royal Navy onder de codenaam 'Operatie Primrose'. Pas in januari 1942, zeven maanden later, bracht de Britse premier Winston Churchill de Amerikaanse president Franklin D. Roosevelt op de hoogte.

## Geschiedenis
De kiel van de U 110 werd op 1 februari 1940 gelegd op de werf AG Weser te Bremen. Hij kwam in actieve dienst op 21 november 1940 met kapitein-luitenant-ter-zee Fritz-Julius Lemp als bevelhebber. Lemp voerde het commando over de U 110 gedurende zijn gehele diensttijd. Aan het begin van de oorlog was hij bevelhebber van de U 30 en bracht toen het Britse passagiersschip Athenia tot zinken.

## Patrouilles
De U 110 voer twee patrouilles. Bij de eerste beschadigde hij twee schepen met een totaal van 8.675 ton. Bij de tweede bracht hij drie schepen tot zinken met een totaal van 10.149 ton. Op 23 maart 1941 ontplofte zijn dekkanon van 105 mm tijdens het vuren en verwondde drie manschappen. Op 9 mei 1941 ten slotte werd de U 110 bestookt met dieptebommen en moest beschadigd boven water komen.

## Operatie Primrose
De U 110 en U 201 vielen samen het konvooi CB-318 aan in de Noord-Atlantische Oceaan, ten zuiden van IJsland. Lemp probeerde een torpedoaanval op het konvooi die mislukte. De dieptebomaanvallen van de drie Britse marineschepen die het konvooi escorteerden hadden daarentegen succes. Het korvet HMS Aubretia spoorde de U-boot op met haar ASDIC en beschadigde hem door dieptebomexplosies. De Duitse U-boot moest daardoor boven water komen.
De U 110 werd ernstig beschadigd, de noodluchttanks waren vernield. Bevelhebber Lemp beval de boot te verlaten. Toen de bemanning aan dek kwam werd ze bestookt door het boordgeschut van de twee aanvallende torpedobootjagers; mannen werden doodgeschoten of verdronken. De Britten dachten dat de Duitse bemanning hun dekkanon zou gebruiken. Spoedig daarna werd duidelijk dat de U-boot verloren was en de bemanning zich zou overgeven. Lemp dacht dat de boot zinkende was en gaf telegrafist Heinz Wilde opdracht om de codeboeken en de Enigma achter te laten.
Commandant Lemp zwom samen met zijn bemanning weg van de U 110, maar realiseerde zich al snel dat de U 110 niet zinkende was. Hij zwom terug toen hij de Britse schepen zag naderden en wilde aan boord gaan om de codeboeken en de Enigmamachine te vernielen. Volgens een Duitse ooggetuige zou hij beschoten zijn door een Britse matroos, waardoor zijn opzet mislukte. Lemp werd niet meer gezien, samen met veertien van zijn mannen vond hij de dood. Tweeëndertig anderen werden krijgsgevangene genomen.
Bemanningsleden van HMS Bulldog klommen aan boord van de U 110 en namen alles mee wat draagbaar was, met inbegrip van de codeboeken en de Enigma-codeermachine. De Duitse boot werd op sleeptouw genomen naar Scapa Flow maar zonk ten oosten van Kaap Vaarwel.
Met behulp van de buitgemaakte codeboeken en Enigma konden de codebrekers van de Britse inlichtingendienst in Bletchley Park de Reservehandverfahren ontcijferen, een niet-machinale reservecode.